# 김지수 (1972년)
김지수(金志秀, 1972년 10월 24일 ~ )는 대한민국의 배우이고, 본명은 양성윤(梁成允)이다.
1991년에 연극배우로 처음 데뷔하였으며, 이듬해 1992년 SBS 2기 공채 탤런트로 입격하였다. 1998년 MBC 일일연속극 《보고 또 보고》로 MBC 연기대상을 수상했으며, 2005년에는 영화 분야의 본격 진출작인 《여자, 정혜》로 각종 영화제의 신인여우상을 수상하였다.

## 학력
- 계원예술고등학교 연극영화학과 (졸업)
- 경희대학교 연극영화학과 (중퇴)

## 출연작

### 드라마
| 연도      | 방송사 | 제목                          | 역할           | 비고     |
| --------- | ------ | ----------------------------- | -------------- | -------- |
| 1992      | SBS    | 여형사 8080                   | 채송화         |          |
| 1993      | SBS    | 열정시대                      | 차은지         |          |
| 1993      | SBS    | 친애하는 기타 여러분          | 이명숙         |          |
| 1993      | SBS    | 머나먼 쏭바강                 | 이옥임         |          |
| 1994      | MBC    | 종합병원                      | 주경희         |          |
| 1994      | MBC    | M                             | 김은희         |          |
| 1994      | MBC    | 마지막 연인                   | 주희           |          |
| 1995      | KBS1   | 인간극장 - 눈뜨고 꿈꾸는 여자 |                |          |
| 1995      | HBS    | 작은 영웅들                   | 여진           |          |
| 1996      | MBC    | 동기간                        | 이국희         |          |
| 1997      | KBS2   | 내 안의 천사                  | 유경           |          |
| 1997      | MBC    | 산                            | 이수정         |          |
| 1997      | SBS    | 70분 드라마 - 두 어머니       |                |          |
| 1997      | KBS2   | 그대 나를 부를 때             | 김인화         |          |
| 1997      | MBC    | 베스트극장 - 솔로몬의 도둑    |                |          |
| 1998      | MBC    | 사랑                          | 이소진         |          |
| 1998      | MBC    | 보고 또 보고                  | 정은주         |          |
| 1998      | SBS    | 미우나 고우나                 |                |          |
| 1998      | SBS    | 흐린 날에 쓴 편지             |                |          |
| 1999      | MBC    | 베스트극장 - 한번쯤           |                |          |
| 1999      | SBS    | 달콤한 신부                   | 민희           |          |
| 2000      | MBC    | 나쁜 친구들                   | 이상은         |          |
| 2000      | KBS2   | 태양은 가득히                 | 박지숙         |          |
| 2000      | MBC    | 베스트극장 - 동보씨의 파랑새  |                |          |
| 2000~2001 | MBC    | 온달 왕자들                   | 주장미         |          |
| 2001      | SBS    | 신화                          | 윤서연         |          |
| 2002      | KBS2   | 햇빛 사냥                     | 송희주         |          |
| 2002      | SBS    | 흐르는 강물처럼               | 박상희         |          |
| 2003      | KBS1   | 노란 손수건                   |                | 특별출연 |
| 2003      | SBS    | 첫사랑                        | 윤서경         |          |
| 2004      | MBC    | 영웅시대                      | 박소선         |          |
| 2008      | KBS2   | 태양의 여자                   | 신도영(김한숙) |          |
| 2010~2011 | KBS1   | 근초고왕                      | 부여 화        |          |
| 2012      | JTBC   | 러브 어게인                   | 임지현         |          |
| 2013      | SBS    | 따뜻한 말 한마디              | 송미경         |          |
| 2016      | tvN    | 기억                          | 서영주         |          |
| 2016      | KBS2   | 화랑                          | 지소태후       |          |
| 2017      | tvN    | 화유기                        | 나찰녀/서윤희  |          |
| 2018      | SBS    | 여우각시별                    | 양서군         |          |
| 2020      | MBC    | 365 : 운명을 거스르는 1년     | 이신           |          |
| 2021      | tvN    | 하이클래스                    | 남지선         |          |
| 2024      | JTBC   | 가족X멜로                     | 금애연         |          |

### 영화
- 2005년 《여자, 정혜》 ... 정혜 역
- 2005년 《박수칠 때 떠나라》 ... 정유정 역(특별출연)
- 2005년 《러브 토크》 ... 정혜, 라스트 장면의 행인 역(특별출연)
- 2006년 《로망스》 ... 윤희 역
- 2006년 《가을로》 ... 서민주 역
- 2006년 《사랑할 때 이야기하는 것들》 ... 이혜란 역
- 2011년 《사랑한다, 사랑하지 않는다》 ... 이웃집 여자 역(특별출연)
- 2015년 《강남 1970》 ... 민성희 역(특별출연)
- 2016년 《우주의 크리스마스》 ... 성우주(38세) 역
- 2018년 《완벽한 타인》 ... 예진 역

### 방송
MC
- 1995년 KBS2 《연예가 중계》 MC
- 1995년, 1996년 MBC 《인기가요 베스트 50》 MC
- 1998년 MBC 《생방송 데이트 11》 MC
- 1999년 SBS 《서세원의 슈퍼스테이션》 MC

게스트 출연
- 1994년 MBC 《토요일 토요일은 즐거워》(388화, 389화, 401화, 1994.4.16, 1994.4.23, 1994.07.23）
- 1994년 MBC 《이벤트 만남》(1994.8.17）
- 1995년 MBC 《도전 추리특급》(1995.1.20）
- 1995년 KBS2 《출발 토요대행진》(1995.6.3)
- 1996년 KBS2 《밤과 음악 사이》(1996.3.6)
- 1996년 KBS1 《TV는 사랑을 싣고》(1996.7.12)
- 1997년 KBS1 《체험 삶의 현장》(1997.5.5)
- 1997년 KBS2 《밤의 이야기쇼》(1997.10.2)
- 1998년 KBS1 《사랑의 리퀘스트》(1998.3.7)
- 1998년 MBC 《스타다큐》(1998.6.1）
- 1998년 KBS2 《서세원쇼》(1998.8.11)
- 1998년 MBC 《일요일 일요일 밤에》(1998.11.28）
- 1999년 SBS 《김혜수 플러스 유》(1999.3.10)
- 2005년 SBS 《야심만만》(100화, 2005.2.21, 2005.2.28)
- 2006년 SBS 《야심만만》(188화, 2006.11.27)
- 2008년 KBS 2TV 《상상더하기》(184화, 185화, 2008.6.3, 2008.6.10)
- 2008년 tvN 《LOVE》(4화, 2008.10.25）
- 2010년 MBC 《단비》(17화, 18화, 2010.3.28, 2010.5.23）
- 2013년 SBS 《땡큐》(8화, 2013.4.19)
- 2015년 SBS 《런닝맨》(232화, 2015.2.1)
- 2017년 MBC 《나 혼자 산다》(197화, 2017.3.24)

### 라디오
- 2000년 KBS 제2라디오 《밤을 잊은 그대에게》

### 뮤직 비디오
- 1998년 유리상자 2집 《처음 주신 사랑》
- 1999년 진주 2집 《가니》
- 2001년 김동률 3집 《다시 사랑한다 말할까》
- 2004년 거미 2집 《기억상실》
- 2006년 바이브 3집 《그 남자 그 여자》

### 광고
- 1993 동아오츠카 포카리 스웨트 - 해변편 / 사막편
- 1995 (주)까슈 - 마레몬떼
- 1995 엘지생활건강 듀크 비누
- 1995 엘지생활건강 향수 보디클렌져 셋쏘
- 1996 온누리 여행사 (feat 신은경)
- 2000 네슈라 화장품 숯 팩
- 2000 네슈라 클레티
- 2002 신도 브래뉴 - 김지수 편
- 2003 현대해상 하이카 - 차태현 편
- 2006 한성건설필하우스 - 느낌이 좋은 아파트
- 2006 천년비책고윤탄력고 - 천년비책
- 2006 동일하이빌

## 수상 및 후보
| 연도 | 시상식                        | 부문                               | 작품                      | 결과 |
| ---- | ----------------------------- | ---------------------------------- | ------------------------- | ---- |
| 1994 | MBC 방송대상                  | 여자 신인연기상                    | 종합병원, M               | 후보 |
| 1997 | KBS 연기대상                  | 여자 우수연기상                    | 그대 나를 부를 때         | 수상 |
| 1997 | KBS 연기대상                  | 포토제닉상                         | 그대 나를 부를 때         | 수상 |
| 1998 | MBC 연기대상                  | 대상                               | 보고 또 보고              | 수상 |
| 1998 | MBC 연기대상                  | 베스트 커플상 (with 정보석)        | 보고 또 보고              | 수상 |
| 1999 | 제35회 백상예술대상           | TV부문 여자 최우수연기상           | 보고 또 보고              | 후보 |
| 2001 | MBC 연기대상                  | 여자 최우수연기상                  | 온달 왕자들               | 후보 |
| 2002 | SBS 연기대상                  | 연속극부문 여자 우수연기상         | 흐르는 강물처럼           | 수상 |
| 2005 | 싱가포르국제영화제            | 여우주연상                         | 여자, 정혜                | 수상 |
| 2005 | 제41회 백상예술대상           | 영화부문 여자 신인연기상           | 여자, 정혜                | 후보 |
| 2005 | 제42회 대종상                 | 신인여우상                         | 여자, 정혜                | 후보 |
| 2005 | 제6회 부산영화평론가협회상    | 신인여우상                         | 여자, 정혜                | 수상 |
| 2005 | 제26회 청룡영화상             | 신인여우상                         | 여자, 정혜                | 수상 |
| 2005 | 제4회 대한민국 영화대상       | 신인여우상                         | 여자, 정혜                | 수상 |
| 2005 | 씨네21 영화상                 | 올해의 여자신인배우                | 여자, 정혜                | 수상 |
| 2006 | 제8회 엠넷 아시안 뮤직 어워드 | 뮤직비디오 여우연기상              | 바이브 - 그 남자 그 여자  | 수상 |
| 2007 | 제6회 대한민국 영화대상       | 여우주연상                         | 사랑할 때 이야기하는 것들 | 후보 |
| 2008 | 제45회 저축의 날              | 국무총리 표창                      | 빈칸                      | 수상 |
| 2008 | KBS 연기대상                  | 여자 최우수연기상                  | 태양의 여자               | 수상 |
| 2009 | 제45회 백상예술대상           | TV부문 여자 최우수연기상           | 태양의 여자               | 후보 |
| 2011 | KBS 연기대상                  | 장편드라마부문 여자 우수연기상     | 근초고왕                  | 후보 |
| 2014 | 제50회 백상예술대상           | TV부문 여자 최우수연기상           | 따뜻한 말 한마디          | 후보 |
| 2014 | SBS 연기대상                  | 드라마스페셜부문 여자 최우수연기상 | 따뜻한 말 한마디          | 후보 |
| 2018 | SBS 연기대상                  | 월화드라마부문 여자 우수연기상     | 여우각시별                | 후보 |
| 2020 | MBC 연기대상                  | 월화미니·단막부문 여자 우수연기상  | 365: 운명을 거스르는 1년  | 후보 |

## 기타 경력
- 1999년 강원 동계아시안게임 명예 홍보위원
- 2006년 제4회 아시아나국제단편영화제 특별심사위원
- 2009년 제5회 경기도 세계도자기비엔날레 홍보대사